# Rupert af Hentzau
Rupert af Hentzau er en britisk stumfilm fra 1915 af George Loane Tucker.

## Medvirkende
- Henry Ainley som Rudolf Rassendyll / Rudolf V.
- Henry Ainle som Flavia.
- Gerald Ames.
- Charles Rocksom som Sapt.
- George Bellamy som von Rischenheim.